# Miguel Zenón
Miguel Zenón, né le 30 décembre 1976 à San Juan (Porto Rico), est un saxophoniste, flûtiste, et compositeur de jazz portoricain.
La musique de Miguel Zenón relie la tradition et l'innovation, et mêle la musique traditionnelle sud-américaine au jazz contemporain. Il est nommé à plusieurs Grammy Awards. Il a également une solide carrière en tant que sideman.

## Biographie

### Jeunesse et formation
Miguel Zenón nait à San Juan à Porto Rico. Il découvre John Coltrane au collège.
Il étudie à la Escuela Libre de Musica à San Juan, puis il reçoit une bourse d'études pour étudier au Berklee College of Music à Boston. Il commence alors à envisager sérieusement à faire une carrière de musicien. En arrivant à Boston, il fait ses premières armes aux côtés du batteur Bob Moses et dans diverses formations. Après avoir terminé son cursus scolaire à Berklee en 1998, Miguel Zenón s'installe à New York, où il reçoit une nouvelle bourse d'études pour la Manhattan School of Music, d'où il sort avec un Master's degree in Jazz Performance en 2001,.

### Carrière de sideman
Il est membre du Liberation Music Orchestra (en) de Charlie Haden. Il joue également aux côtés de David Sánchez, Branford Marsalis ou Steve Coleman.

### Début de carrière
Après avoir beaucoup joué en sideman dans les groupes de Ray Barretto et David Sánchez, Miguel crée son propre groupe en 2001 avec le pianiste Luis Perdomo, le bassiste Hans Glawischnig et le batteur Antonio Sánchez. Il son premier album Looking Forward, réalisé en Espagne chez le label Fresh Sounds/New Talent en 2002. Il y mélange jazz, musiques latines et classique.
En 2003, avec son Rhythm Collective quartet, il est choisi pour aller jouer et enseigner en Afrique de l'Ouest au sein du programme « Jazz Ambassadors » du Kennedy Center.

### Chez Marsalis Music
En 2003, Miguel Zenón devient le premier artiste signé par Marsalis Music (en), le label du saxophoniste Branford Marsalis. Il enregistre son deuxième album, Ceremonial, paru en 2004. En 2004, il cofonde le SFJAZZ Collective (en).
Son troisième album, Jíbaro, parait en 2005. Il y explore la musique indigène de Porto Rico, où il est né, en particulier la música jíbara (en), dont il exprime l'essence à travers des compositions de jazz contemporain.
En 2006 et 2007, il joue beaucoup avec le SFJAZZ Collective (en). Il joue également sur Cubist Music, le premier album du pianiste Edsel Gomez. Son album Awake paru en 2008, est salué par la critique.
Sur Alma Adentro: The Puerto Rican Songbook, paru en 2011, il joue la musique de Bobby Capó, Tite Curet Alonso (en), Pedro Flores (en), Rafael Hernández Marín (en) et Sylvia Rexach. Il est nommé pour le Grammy Award du meilleur album de grand ensemble de jazz (en). La même année, Miguel Zenón crée Caravana Cultural, un organisme qui organisme des concerts gratuits dans des zones rurales de Porto Rico.
Paru en 2012, Rayuela, avec Laurent Coq, est son premier album chez Sunnyside Records.

### Sur son label Miel
Il fonde son label Miel en 2013. Il y publie Oye!!! Live in Puerto Rico, où il retrouve le Rhythm Collective. Son album suivant, Identities Are Changeable (2014), est nommé pour le Grammy Award du meilleur album de latin jazz.
Típico sort en 2017 avec son quartet habituel : Luis Perdomo (piano), Hans Glawischnig (contrebasse) et Henry Cole (batterie). L'année suivante parait Yo Soy la Tradición, avec le Spektral Quartet (en), sur lequel il donne des versions jazz de la musique portoricaine. Le deuxième titre, Cadenas, est nommé pour le Grammy Award du meilleur solo de jazz improvisé.
Avec son quartet habituel, il rend hommage au chanteur portoricain Ismael Rivera sur son album Sonero (2019). Il écrit pour l'occasion de nouveaux morceaux basés sur des éléments de la musique de Rivera. L'album monte à la 12e place des charts jazz.
Son album Internal Melodies, en duo avec le pianiste Dan Tepfer, parait le 10 novembre 2023 chez Main Door Music, le label de Tepfer. DownBeat lui accorde la note maximale de cinq étoiles.
Après la pandémie de Covid-19, Miguel Zenón forme un duo avec son pianiste Luis Perdomo pour enregistrer deux volumes d'El Arte del Bolero (2021 et 2023). On y trouve des compositions d'Eduardo Duarte, Arsenio Rodriguez, Juan Manuel Solís Fernandez ou Bobby Capó.
Sur Música de las Américas, paru en août 2022, le quartet de Miguel Zenón joue des compositions originales impirées par l'histoire du continent américain avant et après la colonisation européenne.

## Style
La musique de Miguel Zenón relie la tradition et l'innovation, et mêle la musique traditionnelle sud-américaine au jazz contemporain.
Miguel Zenón explore les limites du jazz, des musiques latines et afro-carribéennes,. Il démontre une vaste connaissance de la musique, à la fois dans son jeu et dans ses compositions.

## Récompenses et distinctions

### Obtenues
- 2008 : bourse MacArthur[2]
- 2008 : bourse Guggenheim[3]
- 2014 : Artiste jazz de l'année et Meilleur saxophoniste alto pour les critiques de JazzTimes[2]
- 2024 : Grammy Award du meilleur album de latin jazz pour El Arte Del Bolero Vol. 2[5]

### Nominations
- 2019 :
  - Grammy Award du meilleur album de latin jazz pour Esta Plena
  - Grammy Award du meilleur solo de jazz improvisé pour Villa Palmeras[5]
- 2012 : Grammy Award for Best Large Jazz Ensemble Album (en) pour Alma Adentro: The Puerto Rican Songbook
- 2016 : Grammy Award du meilleur album de latin jazz pour Identities Are Changeable
- 2018 : Grammy Award du meilleur album de latin jazz pour Típico
- 2019 :
  - Grammy Award du meilleur album de latin jazz pour Yo Soy La Tradición
  - Grammy Award du meilleur solo de jazz improvisé pour Cadenas
- 2020 : Grammy Award du meilleur album de latin jazz pour Sonero: The Music of Ismael Rivera
- 2022 : Grammy Award du meilleur album de latin jazz pour El Arte Del Bolero
- 2023 :
  - Grammy Award du meilleur album de latin jazz pour Música De Las Américas
  - Grammy Award de la meilleure composition originale pour El País Invisible[5]

## Discographie

### Leader
- 2002 : Looking Forward (Fresh Sounds New Talent)
- 2004 : Ceremonial (Marsalis Music)
- 2005 : Jíbaro (Marsalis Music)
- 2008 : Awake (Marsalis Music)
- 2009 : Esta Plena (Marsalis Music)
- 2011 : Alma Adentro: The Puerto Rican Songbook (Marsalis Music)
- 2013 : Oye!!! Live in Puerto Rico, avec the Rhythm Collective (Miel Music)
- 2014 : Identities Are Changeable (Miel Music)
- 2017 : Típico (Miel Music)
- 2018 : Yo Soy la Tradición (Miel Music)
- 2019 : Sonero: The Music of Ismael Rivera (Miel Music)
- 2022 : Música de las Américas (Miel Music)
- 2024 : Golden City (Miel Music)

### Co-Leader
- 2012 : Rayuela, avec Laurent Coq (Sunnyside Records)
- 2021 : El Arte Del Bolero, en duo avec Luis Perdomo (Miel Music)
- 2021 : Law Years: The Music of Ornette Coleman, avec Ariel Bringuez, Demian Cabaud et Jordi Rossy (Miel Music)
- 2023 : Internal Melodies, en duo avec Dan Tepfer (Main Door)[4]
- 2023 : El Arte Del Bolero Vol. 2, en duo avec Luis Perdomo (Miel Music)

### Avec le SFJAZZ Collective
- 2004 : SFJAZZ Collective Inaugural Season 2004
- 2005 : SFJAZZ Collective, Nonesuch Records
- 2006 : SFJAZZ Collective 2, Nonesuch Records
- 2006 : Live 2005 2nd Annual Concert Tour, SFJAZZ Records
- 2007 : Live 2006 3rd Annual Concert Tour, SFJAZZ Records
- 2007 : Live 2007 4th Annual Concert Tour, SFJAZZ Records
- 2008 : Live 2008 5th Annual Concert Tour, SFJAZZ Records
- 2009 : Live 2009 6th Annual Concert Tour, SFJAZZ Records
- 2010 : Live 2010 7th Annual Concert Tour, SFJAZZ Records
- 2011 : Live in New York 2011, Season 8, SFJAZZ Records

### Avec le Liberation Music Orchestra
- 2005 : Charlie Haden & The Liberation Music Orchestra, Not In Our Name, Verve

### Sideman
- 2012 : Guillermo Klein, Carrera, Sunnyside Records
- 2012 : Miles Okazaki, Figurations, Sunnyside Records
- 2012 : Edmar Castaneda, Double Portion
- 2012 : Henry Cole & The Afrobeat Collective, Roots Before Branches
- 2011 : Aaron Goldberg & Guillermo Klein, Bienestan, Sunnyside Records
- 2011 : Adam Cruz, Milestone, Sunnyside Records
- 2010 : Antonio Sánchez, Live In New York At The Jazz Standard, CAM Jazz
- 2009 : Miles Okazaki, Generations, Sunnyside Records
- 2008 : Paoli Mejias, Jazzambia
- 2008 : Guillermo Klein, Filtros, Sunnyside Records
- 2008 : Hans Glawischnig, Panorama, Sunnyside Records
- 2007 : The Jason Lindner Big Band, Live at The Jazz Gallery, Ansic Records
- 2006 : Brian Lynch, Spheres of Influence Suite, Ewe Records
- 2006 : Miles Okazaki, Mirror
- 2006 : Paoli Mejias, Transcend
- 2006 : Edsel Gomez, Cubist Music, Zoho Music
- 2005 : Mingus Big Band, I Am Three
- 2005 : Brian Lynch, 24/7, Nagel Heyer
- 2005 : Chiara Civello, Last Quarter Moon, Verve
- 2004 : Gilson Schachnik, Lampiao, Candid
- 2004 : The Sound of New York Jazz Underground, Fresh Sound New Talent
- 2004 : Charlie Haden, The Land of the Sun, Verve
- 2004 : David Sánchez, Coral, Sony
- 2004 : Luis Perdomo, Focus Point, RKM
- 2004 : Paoli Mejias, Mi Tambor
- 2003 : Kendrick Oliver & The New Life Jazz Orchestra, Welcome to New Life, Sphere
- 2003 : Hans Glawischnig, Common Ground, Fresh Sound New Talent
- 2003 : The Jinga Quintet, A Day Gone By, Fresh Sound World Jazz
- 2003 : Ray Barretto, Hommage to Art Blakey,Sunnyside
- 2002 : Quite Sane, The Child of Trouble Times, Rykodisc
- 2002 : Edu Tancredi y el Bandon 33, Ongoing Dreams, Fresh Sound New Talent
- 2002 : Guillermo Klein, Los Guachos 3, Sunnyside
- 2001 : Sebastian Weiss, Momentum, Fresh Sound New Talent
- 2001 : William Cepeda, Branching Out, Blue Jackel Entertainment
- 2001 : David Sánchez, Travesia, Columbia
- 2001 : Greg Tardy, Abundance, Palmetto Jazz
- 2001 : Stephan Crump, Tuckahoe, Accurate
- 2001 : David Sánchez, Melaza, Columbia
- 2000 : Either Orchestra, More Beautiful Than Death, Accurate
- 2000 : Gilson Schachnik, Raw, Brownstone
- 1999 : Gabriel Rodriguez, Beginning
- 1998 : Edu Tancredi & Bandon 33, Brownstone